# 백종원 클라쓰
《백종원 클라쓰》는 2021년 6월 28일부터 2022년 6월 27일까지 방송된 KBS 2TV의 요리 전문 예능 프로그램이다.

## 방송 시간
| 방송 채널 | 방송 기간                         | 방송 시간                       |
| --------- | --------------------------------- | ------------------------------- |
| KBS 2TV   | 2021년 6월 28일 ~ 2022년 6월 27일 | 매주 월요일 저녁 8:30 ~ 밤 9:30 |

## 진행자
최종 진행자
| 출연진 및 패널    | 방송 기간                          | 방송 회차   |
| ----------------- | ---------------------------------- | ----------- |
| 백종원            | 2021년 6월 28일 ~ 2022년 6월 27일  | 1회 ~ 49회  |
| 성시경            | 2021년 6월 28일 ~ 2022년 6월 27일  | 1회 ~ 49회  |
| 메튜              | 2021년 6월 28일 ~ 2022년 6월 27일  | 1회 ~ 49회  |
| 파브리 치오       | 2021년 6월 28일 ~ 2022년 6월 27일  | 1회 ~ 49회  |
| 안젤리나 다닐로바 | 2021년 10월 18일 ~ 2022년 6월 27일 | 16회 ~ 49회 |
| 모세              | 2021년 10월 18일 ~ 2022년 6월 27일 | 16회 ~ 49회 |
| 모에카            | 2021년 10월 18일 ~ 2022년 6월 27일 | 16회 ~ 49회 |

과거
| 출연진 및 패널 | 방송 기간                         | 방송 회차  |
| -------------- | --------------------------------- | ---------- |
| 라이언         | 2021년 6월 28일 ~ 2021년 9월 27일 | 1회 ~ 13회 |
| 애슐리         | 2021년 6월 28일 ~ 2021년 9월 27일 | 1회 ~ 13회 |
| 에이딘         | 2021년 6월 28일 ~ 2021년 9월 27일 | 1회 ~ 13회 |
| 애이미         | 2021년 6월 28일 ~ 2022년 1월 24일 | 1회 ~ 29회 |

## 방송 목록

### 2021년
| 방송회차 | 방송날짜  | 부제                                           |
| 1기 시작 | 1기 시작  | 1기 시작                                       |
| -------- | --------- | ---------------------------------------------- |
| 1        | 6월 28일  | 잔치국수                                       |
| 2        | 7월 5일   | 삼계탕                                         |
| 3        | 7월 12일  | 떡볶이                                         |
| 4        | 7월 19일  | 떡볶이                                         |
| 5        | 7월 26일  | 불고기                                         |
| 6        | 8월 9일   | 전복죽                                         |
| 7        | 8월 16일  | 전복죽                                         |
| 8        | 8월 23일  | 부대찌개                                       |
| 9        | 8월 30일  | 김밥                                           |
| 10       | 9월 6일   | 김밥                                           |
| 11       | 9월 13일  | 파전 & 막걸리                                  |
| 12       | 9월 20일  | 추석 특집 송편, 라면, 만두, 삼겹살, 김치볶음밥 |
| 13       | 9월 27일  | 추석 특집 송편, 라면, 만두, 삼겹살, 김치볶음밥 |
| 14       | 10월 4일  | 스페셜 클라쓰 (1기 졸업)                       |
| 1기 종료 |           |                                                |
| 2기 시작 |           |                                                |
| 15       | 10월 11일 | 스페셜 클라쓰 (2기 신입)                       |
| 16       | 10월 18일 | 해물부추전, 볶음밥, 계란말이                   |
| 17       | 10월 25일 | 순두부찌개                                     |
| 18       | 11월 1일  | 인삼, 갈비찜                                   |
| 19       | 11월 8일  | 인삼, 갈비찜                                   |
| 20       | 11월 22일 | 김장특집 배추김치, 보쌈, 굴, 굴전              |
| 21       | 11월 29일 | 김장특집 배추김치, 보쌈, 굴, 굴전              |
| 22       | 12월 6일  | 순대                                           |
| 23       | 12월 13일 | 아귀찜                                         |
| 24       | 12월 20일 | 언양 불고기                                    |
| 25       | 12월 27일 | 언양 불고기, 감자탕                            |

### 2022년
| 방송회차 | 방송날짜 | 부제                                                   |
| -------- | -------- | ------------------------------------------------------ |
| 26       | 1월 3일  | 칼국수                                                 |
| 27       | 1월 10일 | 칼국수                                                 |
| 28       | 1월 17일 | 옛날통닭                                               |
| 29       | 1월 24일 | 육개장                                                 |
| 30       | 1월 31일 | 설 특집 김치떡죽                                       |
| 31       | 2월 21일 | 닭볶음탕, 호떡                                         |
| 32       | 2월 28일 | 김치찜, 달걀말이, 토스트, 붕어빵                       |
| 33       | 3월 7일  | 돼지 곱창구이, 가마솥 야채곱창                         |
| 34       | 3월 14일 | 어묵꼬치, 소고기국밥, 팥빵, 소고기뭇국, 수육, 국수     |
| 35       | 3월 21일 | 연근 닭 솥밥, 가자미 구이                              |
| 36       | 3월 28일 | 강된장, 달걀찜, 가지찜, 애호박새우젓자박이, 꽈리고추찜 |
| 37       | 4월 4일  | 돼지고기, 돼지고기두루치기                             |
| 38       | 4월 11일 | 주꾸미 샤부샤부, 라면, 실치 튀김, 전                   |
| 39       | 4월 18일 | 쥐포, 해물칼국수                                       |
| 40       | 4월 25일 | 박대조림, 구이, 홍어찜                                 |
| 41       | 5월 2일  | 어린이날 특집 아이스크림, 짜장면, 짬뽕, 탕수육         |
| 42       | 5월 9일  | 열무김치, 갓김치, 파김치, 수육                         |
| 43       | 5월 16일 | 장어                                                   |
| 44       | 5월 23일 | 메밀전병, 막국수                                       |
| 45       | 5월 30일 | 곤드레밥, 삼겹 더덕구이, 두릅튀김                      |
| 46       | 6월 6일  | 떡, 돼지주물럭, 한우 미역국, 곰취전                    |
| 47       | 6월 13일 | 대왕문어튀김, 골뱅이무침                               |
| 48       | 6월 20일 | 한우                                                   |
| 49       | 6월 27일 | 스페셜 클라쓰 (2기 졸업)                               |
| 2기 종료 |          |                                                        |

## 같이 보기
- 한국 요리
- 음식

## 동일 소재 프로그램
- 한식탐험대 (KBS 시사교양본부 제작)
- 한국인의 밥상 (KBS 1TV)
- 신상출시 편스토랑 (KBS 2TV)
- 최고의 요리 비결 (EBS 1TV)
- 찾아라! 맛있는 TV, 백파더: 요리를 멈추지 마!, 볼빨간 신선놀음, 로컬 식탁 (MBC TV)
- 결정 맛대맛, 백종원의 골목식당, 맛남의 광장, 식자회담 - 국가발전 프로젝트 (SBS TV)
- 우리가 아는 맛-알토란 (MBN)
- 식객 허영만의 백반기행 (TV조선)
- 삼시세끼, 백패커, 줄 서는 식당 (tvN)
- 토요일은 밥이 좋아 (E채널)
- 맛있는 녀석들 (코미디TV)
- 노중훈의 여행의 맛 (MBC 표준FM)

## 결방 및 편성 변경 안내
2021년
- 7월 26일 : 《2020 도쿄 올림픽》 중계방송으로 인해 밤 10시에 지연 방송.
- 8월 2일 : 《2020 도쿄 올림픽》 중계방송으로 인한 결방.
- 11월 15일 : KBS 스포츠 2021년 한국시리즈 2차전 《두산 베어스 VS KT 위즈》 중계방송으로 인한 결방.

2022년
- 1월 31일 : 2022 설 대기획 《여러분 고맙습니다 송해》 편성으로 인해 저녁 6시 50분에 조기 방송.
- 2월 7일 ~ 2월 14일 : 《2022 베이징 동계 올림픽》 중계방송으로 인한 결방.